# Besnik Hasi
Besnik Hasi (* 25. Dezember 1971 in Đakovica, SFR Jugoslawien, heute Kosovo) ist ein kosovo-albanischer Fußballtrainer. Als Spieler spielte er meistens im Mittelfeld, wurde aber auch in der Innenverteidigung eingesetzt.

## Karriere
Hasi begann seine Karriere in der Jugendmannschaft von KF Vëllaznimi. Von 1990 bis 1994 spielte er für verschiedene kroatische Vereine, darunter NK Zagreb. 1994 wechselte er zu KRC Genk. Obwohl er in Genk anfangs kaum spielte, blieb er mit einjähriger Unterbrechung bis 2000 dort.
In der Saison 1997/98 spielte er für den TSV 1860 München. Nach seiner Rückkehr aus München wurde er ein wichtiger Bestandteil der Mannschaft, die 1999 die Belgische Meisterschaft und 2000 den Pokal gewann.
Im Jahre 2000 wechselte er zum RSC Anderlecht. In seiner ersten Saison kam er verletzungsbedingt zu 16 Einsätzen und wurde mit der Mannschaft belgischer Meister. In der folgenden Spielzeit bestritt er 30 Spiele in der Liga und fünf in der Champions League. Wegen Knieproblemen musste er immer wieder länger pausieren. In der Saison 2005/06 kam er nur auf 14 Einsätze und wechselte danach zum SC Lokeren. Bei Cercle Brügge beendete er 2007/08 seine Profikarriere.

### Nationalmannschaft
Hasi gab im Jahr 2000 mit 28 Jahren sein Debüt im albanischen Nationalteam und wurde unter Trainer Hans-Peter Briegel fester Bestandteil der Mannschaft. Er stand auch in der Elf, die im September 2004 den damaligen Europameister Griechenland mit 2:1 schlug. Er gehörte bis 2007 noch zum festen Stamm der Nationalmannschaft.

### Trainer

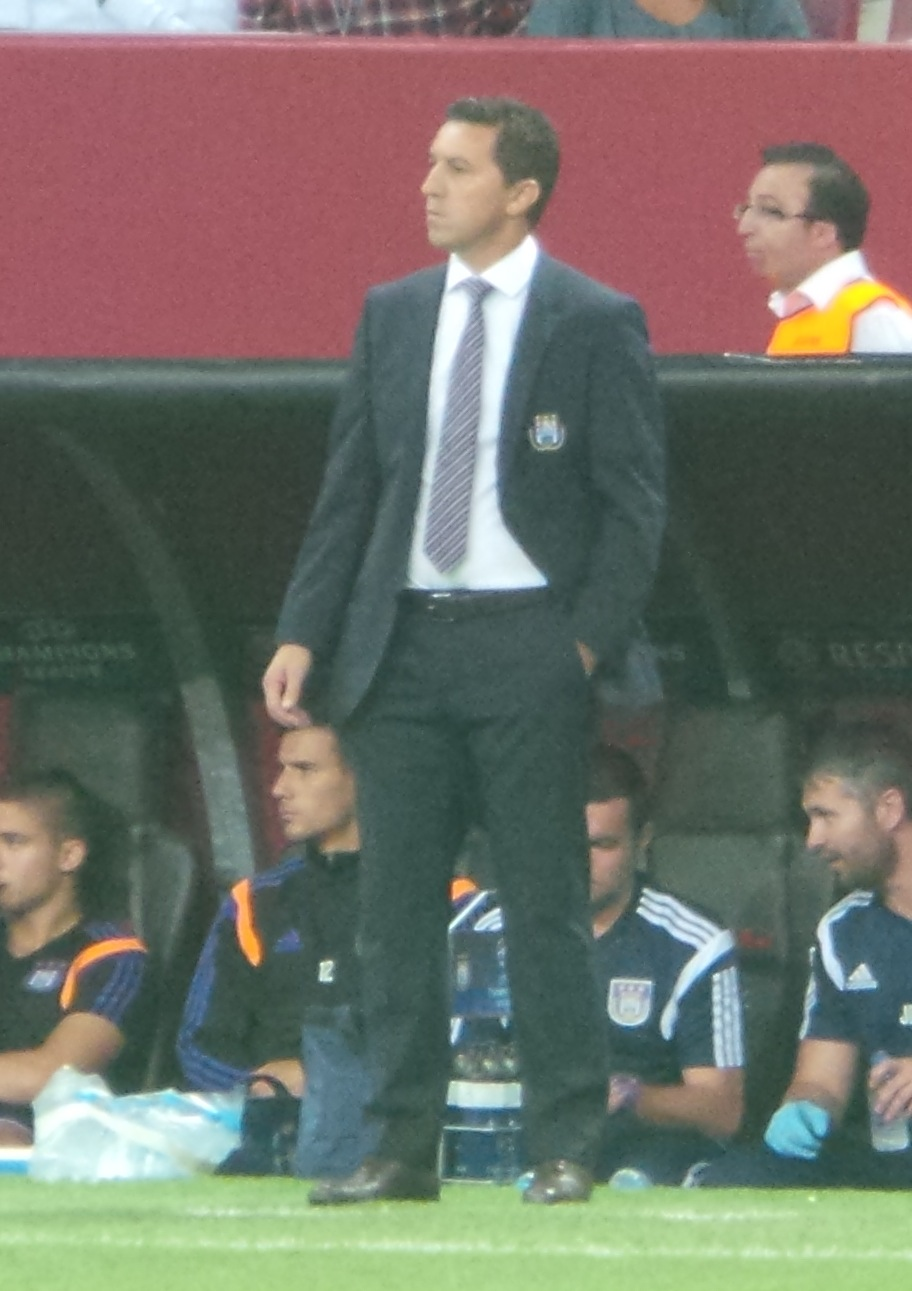
Besnik Hasi 2014

Nach seiner aktiven Karriere wurde Hasi in den Trainerstab des RSC Anderlecht berufen und war fortan Co-Trainer unter Ariël Jacobs. Im März 2014 wurde der damalige Cheftrainer John van den Brom entlassen und Hasi zum Cheftrainer befördert. Zum Saisonende 2013/14 gewann er mit der Mannschaft die belgische Meisterschaft.
Zur Saison 2016/17 wechselte er nach Polen zum Meister Legia Warschau. Am 20. September 2016 trennte sich der Verein von ihm.
Im Sommer 2017 wurde Hasi zum neuen Trainer des griechischen Serienmeisters Olympiakos Piräus bestellt. Nach einem schlechten Ligastart wurde er am 25. September 2017  entlassen.
Ab dem 26. Juli 2018 war Hasi schließlich Trainer des saudi-arabischen Erstligisten al-Raed. In seiner ersten Saison landete er mit der Mannschaft auf dem 8. Platz und erreichte das Achtelfinale im nationalen Pokal. Zur Saison 2021/22 wechselte er schließlich innerhalb des Landes zu al-Ahli, wo er bis Anfang März 2022 an der Seitenlinie stand.
Anfang November 2023 wurde er vom belgischen Erstdivisionär KV Mechelen als neuer Trainer verpflichtet. Ende Mai 2024 wurde sein Vertrag bis zum Ende der Saison 2025/26 verlängert. Anfang März wurde Hasi entlassen.
Ende März 2025 übernahm Besi erneut den Cheftrainerposten beim RSC Anderlecht.

## Erfolge
- Belgischer Meister: 1999 (mit KRC Genk), 2001, 2004 (mit RSC Anderlecht)
- Belgischer Pokalsieger: 2000 (mit KRC Genk)
- Gewinner belgischer Supercup: 1999 (mit KRC Genk)
- Belgischer Meister als Trainer: 2014 (mit RSC Anderlecht)